# Brunhättad fnittertrast
Brunhättad fnittertrast (Pterorhinus mitratus) är en fågel i familjen fnittertrastar inom ordningen tättingar.

## Utseende
Brunhättad fnittertrast är en medelstor fnittertrast med en kroppslängd på 22–24 cm. På ovansidan, bröstet och buken är den skiffergrå. Hjässan är kastanjebrun, liksom undergumpen. Runt ögat syns en tydlig vit ögonring. Ett vitt stråk syns även i vingen. Näbben är lysande gul. Könen är lika, ungfåglar mattare och brunare än vuxna. 

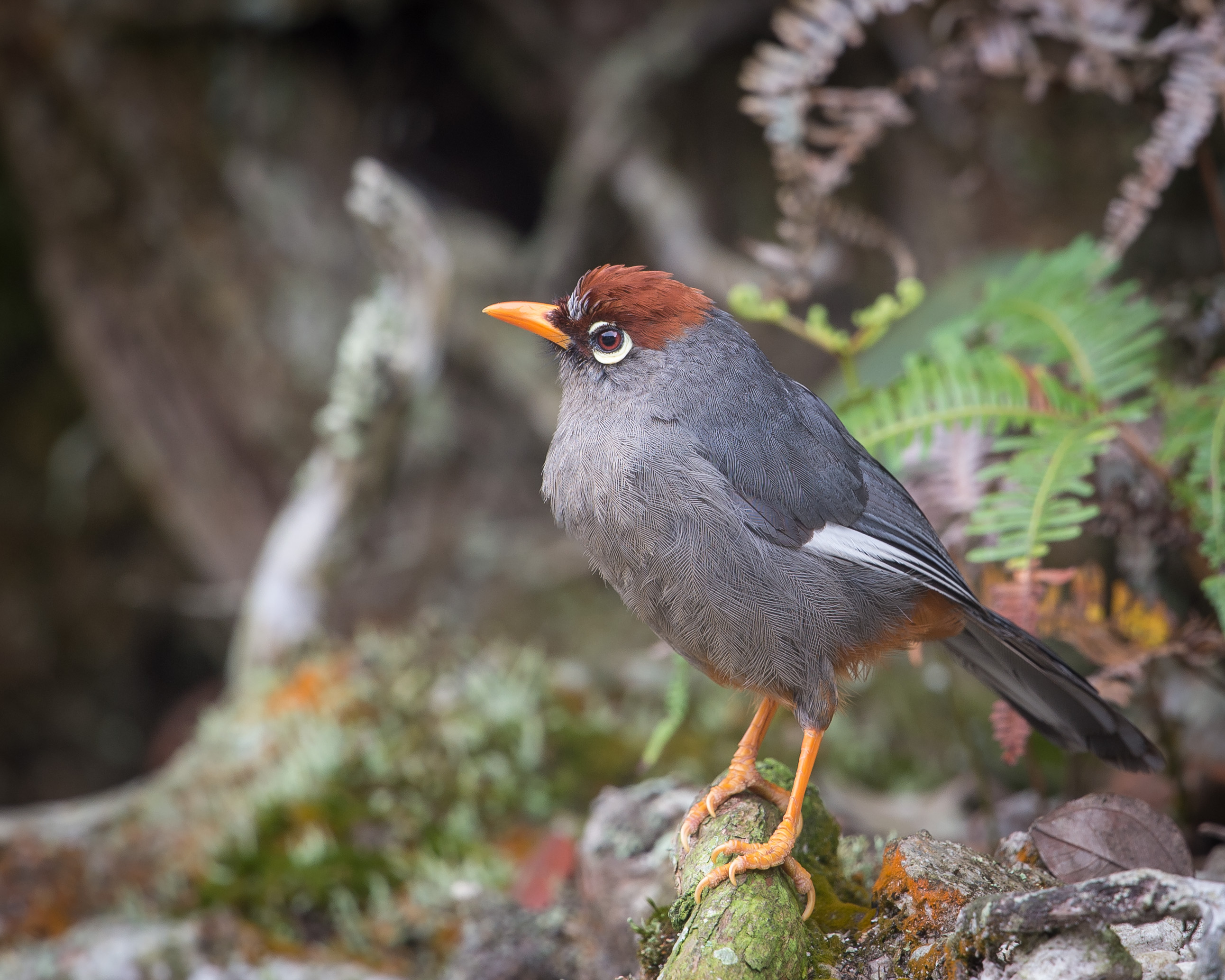

## Utbredning och systematik
Brunhättad fnittertrast delas in i två underarter med följande utbredning:
- Pterorhinus mitratus major – höglänta delar av Malackahalvön (från norra Perak till södra Selangor och Pahang)
- Pterorhinus mitratus mitratus – höglänta områden på västra Sumatra

Brunhuvad fnittertrast (P. treacheri) betraktades tidigare som en underart. 

### Släktestillhörighet
Brunhättad fnittertrast placeras traditionellt i det stora fnittertrastsläktet Garrulax, men den taxonomiska auktoriteten Clements et al lyfte ut den och ett antal andra arter till släktet Ianthocincla efter DNA-studier. Senare studier visar att Garrulax består av flera, äldre utvecklingslinjer, även inom Ianthocincla. Författarna till studien rekommenderar därför att släktet delas upp ytterligare, på så sätt att brunhättad fnittertrast med släktingar lyfts ut till det egna släktet Pterorhinus. Idag följer tongivande International Ornithological Congress och även Clements et al dessa rekommendationer.

## Levnadssätt
Arten hittas i fuktiga bergsskogar, men även i intilliggande odlingslandskap och i låg växtlighet i gamla risfelt, på mellan 900 och 3200 meters höjd. Den ses vanligen i par eller smågrupper om fyra till fem fåglar, ofta i artblandade flockar. Fågeln födosöker lågt eller på medelhög nivå. Födan består av insekter, men kan också ta små sniglar, frukter, bär och frön.

### Häckning
Brunhättad fnittertrast häckar från mars till maj på Malackahalvön, på Sumatra februari–mars. Den bygger ett grunt skålformat bo av rötter och växtfibrer som placeras tre till nio meter ovan mark i en samling ormbunkar som hänger ner från ett träd. Däri lägger den två ägg. Boparasitism från större hökgök har noterats.

## Status
Brunhättad fnittertrast har ett stort utbredningsområde, men tros minska i antal till följd av fångst för burfågelhandeln på Sumatra, så pass att internationella naturvårdsunionen IUCN listar den som nära hotad.